# Supercopa de China 2023
La Supercopa de China 2023,  (en chino: 2023中国足球协会超级杯) llamada oficialmente «Supercopa FA de China 2023», fue la décima octava edición de la supercopa china desde su creación en 1995.
El partido fue disputado por los ganadores de las competiciones de la Superliga de China y la Copa FA de la temporada anterior. El partido se jugó entre Wuhan Three Towns, campeones de la Superliga de China 2022, y Shandong Taishan, ganador de la Copa FA de China 2022.
Wuhan Three Towns ganó su primer título de la Supercopa FA de China en su primer intento después de vencer al Shandong Taishan por 2-0.

## Partido
| 8 de abril    | Wuhan Three Towns              | 2 – 0   | Shandong Taishan | Estadio Yellow Dragon, Hangzhou                     |                                                     |
| 19:35 (UTC+8) | - Yakubu 10' - Xie Pengfei 56' | Reporte |                  | Asistencia: 26 998 espectadores Árbitro(s): Ma Ning | Asistencia: 26 998 espectadores Árbitro(s): Ma Ning |

### Ficha
| 22    | POR   | Liu Dianzuo       |     |
| 3     | DEF   | Wallace           |     |
| 18    | DEF   | Liu Yiming        |     |
| 20    | DEF   | Gao Zhunyi        |     |
| 25    | MED   | Deng Hanwen       |     |
| 10    | MED   | Nicolae Stanciu   |     |
| 21    | MED   | He Chao           | 78' |
| 4     | MED   | Wei Shihao        | 90' |
| 30    | DEL   | Xie Pengfei       | 68' |
| 9     | DEL   | Abdul-Aziz Yakubu | 90' |
| 11    | DEL   | Davidson          |     |
| D. T. | D. T. | Pedro Morilla     |     |

| 18    | POR   | Han Rongze    |     |
| 37    | DEF   | Ji Xiang      | 55' |
| 4     | DEF   | Jadson        |     |
| 27    | DEF   | Shi Ke        |     |
| 5     | DEF   | Zheng Zheng   | 46' |
| 39    | DEF   | Song Long     |     |
| 22    | MED   | Pedro Delgado | 40' |
| 10    | MED   | Moisés        |     |
| 28    | MED   | Son Jun-ho    |     |
| 7     | DEL   | Guo Tianyu    | 55' |
| 29    | DEL   | Chen Pu       | 64' |
| D. T. | D. T. | Hao Wei       |     |

| 8  | MED | Yan Dinghao   | 68' |
| 12 | MED | Zhang Xiaobin | 78' |
| 7  | DEL | Ademilson     | 90' |
| 28 | DEF | Denny Wang Yi | 90' |

| 19 | MED | Sun Guowen        | 40' |
| 6  | DEF | Wang Tong         | 46' |
| 21 | DEL | Liu Binbin        | 55' |
| 25 | MED | Marouane Fellaini | 55' |
| 11 | DEF | Liu Yang          | 64' |

| 10' · 56' | Abdul-Aziz Yakubu Xie Pengfei | 1-0 2-0 |

| 31' · 62' · 90+2' | Wallace Gao Zhunyi Wei Shihao |

| 26' | Chen Pu |

| 88' | Son Jun-Ho |

| Principal  | Ma Ning     |
| Asistentes | Zhou Fei    |
|            | Zhang Cheng |
| Cuarto     | Fu Ming     |

| 22    | POR   | Liu Dianzuo       |     |
| 3     | DEF   | Wallace           |     |
| 18    | DEF   | Liu Yiming        |     |
| 20    | DEF   | Gao Zhunyi        |     |
| 25    | MED   | Deng Hanwen       |     |
| 10    | MED   | Nicolae Stanciu   |     |
| 21    | MED   | He Chao           | 78' |
| 4     | MED   | Wei Shihao        | 90' |
| 30    | DEL   | Xie Pengfei       | 68' |
| 9     | DEL   | Abdul-Aziz Yakubu | 90' |
| 11    | DEL   | Davidson          |     |
| D. T. | D. T. | Pedro Morilla     |     |

| 18    | POR   | Han Rongze    |     |
| 37    | DEF   | Ji Xiang      | 55' |
| 4     | DEF   | Jadson        |     |
| 27    | DEF   | Shi Ke        |     |
| 5     | DEF   | Zheng Zheng   | 46' |
| 39    | DEF   | Song Long     |     |
| 22    | MED   | Pedro Delgado | 40' |
| 10    | MED   | Moisés        |     |
| 28    | MED   | Son Jun-ho    |     |
| 7     | DEL   | Guo Tianyu    | 55' |
| 29    | DEL   | Chen Pu       | 64' |
| D. T. | D. T. | Hao Wei       |     |

| 8  | MED | Yan Dinghao   | 68' |
| 12 | MED | Zhang Xiaobin | 78' |
| 7  | DEL | Ademilson     | 90' |
| 28 | DEF | Denny Wang Yi | 90' |

| 19 | MED | Sun Guowen        | 40' |
| 6  | DEF | Wang Tong         | 46' |
| 21 | DEL | Liu Binbin        | 55' |
| 25 | MED | Marouane Fellaini | 55' |
| 11 | DEF | Liu Yang          | 64' |

| 10' · 56' | Abdul-Aziz Yakubu Xie Pengfei | 1-0 2-0 |

| 31' · 62' · 90+2' | Wallace Gao Zhunyi Wei Shihao |

| 26' | Chen Pu |

| 88' | Son Jun-Ho |

| Principal  | Ma Ning     |
| Asistentes | Zhou Fei    |
|            | Zhang Cheng |
| Cuarto     | Fu Ming     |

| 22    | POR   | Liu Dianzuo       |     |
| 3     | DEF   | Wallace           |     |
| 18    | DEF   | Liu Yiming        |     |
| 20    | DEF   | Gao Zhunyi        |     |
| 25    | MED   | Deng Hanwen       |     |
| 10    | MED   | Nicolae Stanciu   |     |
| 21    | MED   | He Chao           | 78' |
| 4     | MED   | Wei Shihao        | 90' |
| 30    | DEL   | Xie Pengfei       | 68' |
| 9     | DEL   | Abdul-Aziz Yakubu | 90' |
| 11    | DEL   | Davidson          |     |
| D. T. | D. T. | Pedro Morilla     |     |

| 18    | POR   | Han Rongze    |     |
| 37    | DEF   | Ji Xiang      | 55' |
| 4     | DEF   | Jadson        |     |
| 27    | DEF   | Shi Ke        |     |
| 5     | DEF   | Zheng Zheng   | 46' |
| 39    | DEF   | Song Long     |     |
| 22    | MED   | Pedro Delgado | 40' |
| 10    | MED   | Moisés        |     |
| 28    | MED   | Son Jun-ho    |     |
| 7     | DEL   | Guo Tianyu    | 55' |
| 29    | DEL   | Chen Pu       | 64' |
| D. T. | D. T. | Hao Wei       |     |

| 8  | MED | Yan Dinghao   | 68' |
| 12 | MED | Zhang Xiaobin | 78' |
| 7  | DEL | Ademilson     | 90' |
| 28 | DEF | Denny Wang Yi | 90' |

| 19 | MED | Sun Guowen        | 40' |
| 6  | DEF | Wang Tong         | 46' |
| 21 | DEL | Liu Binbin        | 55' |
| 25 | MED | Marouane Fellaini | 55' |
| 11 | DEF | Liu Yang          | 64' |

| 10' · 56' | Abdul-Aziz Yakubu Xie Pengfei | 1-0 2-0 |

| 31' · 62' · 90+2' | Wallace Gao Zhunyi Wei Shihao |

| 26' | Chen Pu |

| 88' | Son Jun-Ho |

| Principal  | Ma Ning     |
| Asistentes | Zhou Fei    |
|            | Zhang Cheng |
| Cuarto     | Fu Ming     |

| 22    | POR   | Liu Dianzuo       |     |
| 3     | DEF   | Wallace           |     |
| 18    | DEF   | Liu Yiming        |     |
| 20    | DEF   | Gao Zhunyi        |     |
| 25    | MED   | Deng Hanwen       |     |
| 10    | MED   | Nicolae Stanciu   |     |
| 21    | MED   | He Chao           | 78' |
| 4     | MED   | Wei Shihao        | 90' |
| 30    | DEL   | Xie Pengfei       | 68' |
| 9     | DEL   | Abdul-Aziz Yakubu | 90' |
| 11    | DEL   | Davidson          |     |
| D. T. | D. T. | Pedro Morilla     |     |

| 18    | POR   | Han Rongze    |     |
| 37    | DEF   | Ji Xiang      | 55' |
| 4     | DEF   | Jadson        |     |
| 27    | DEF   | Shi Ke        |     |
| 5     | DEF   | Zheng Zheng   | 46' |
| 39    | DEF   | Song Long     |     |
| 22    | MED   | Pedro Delgado | 40' |
| 10    | MED   | Moisés        |     |
| 28    | MED   | Son Jun-ho    |     |
| 7     | DEL   | Guo Tianyu    | 55' |
| 29    | DEL   | Chen Pu       | 64' |
| D. T. | D. T. | Hao Wei       |     |

| 8  | MED | Yan Dinghao   | 68' |
| 12 | MED | Zhang Xiaobin | 78' |
| 7  | DEL | Ademilson     | 90' |
| 28 | DEF | Denny Wang Yi | 90' |

| 19 | MED | Sun Guowen        | 40' |
| 6  | DEF | Wang Tong         | 46' |
| 21 | DEL | Liu Binbin        | 55' |
| 25 | MED | Marouane Fellaini | 55' |
| 11 | DEF | Liu Yang          | 64' |

| 10' · 56' | Abdul-Aziz Yakubu Xie Pengfei | 1-0 2-0 |

| 31' · 62' · 90+2' | Wallace Gao Zhunyi Wei Shihao |

| 26' | Chen Pu |

| 88' | Son Jun-Ho |

| Principal  | Ma Ning     |
| Asistentes | Zhou Fei    |
|            | Zhang Cheng |
| Cuarto     | Fu Ming     |

|                                       |
| Bandera de la República Popular China |
| Campeón Wuhan Three Towns 1.er título |